# 시오라멘
시오라멘(일본어: 塩ラーメン)은 일본식 라면인 라멘의 한 종류이다. 시오라멘은 소금을 간으로 했기 때문에 일본식 간장으로 간을 낸 쇼유라멘보다 더 담백한 맛이 있다. 